# Harpalyce minor
Harpalyce minor är en ärtväxtart som beskrevs av George Bentham. Harpalyce minor ingår i släktet Harpalyce och familjen ärtväxter. Inga underarter finns listade i Catalogue of Life.